# Zeche Holland
Die Zeche Holland war ein Steinkohlenbergwerk mit Schächten in Ückendorf, seit 1903 ein Stadtteil von Gelsenkirchen, und in Wattenscheid, seit 1975 ein Stadtbezirk von Bochum.

## Geschichte

### Erschließung
Holländische Kapitalgeber gründeten 1855 die Bergbau-Aktiengesellschaft Holland, um die Grubenfelder Carl Reinhard, Adelbert, Hain, Anton Ernst und Wupperthal in den Gemeinden Ueckendorf und Wattenscheid zu erschließen. Die Konsolidation der Grubenfelder unter dem Namen Holland erfolgte 1861. Der Schacht I in Ückendorf wurde Ende 1856 auf eine Teufe von 68 m ins Karbon abgeteuft und war bis 1963 in Betrieb, Schacht II folgte ebenfalls mit 68 m im selben Jahr und wurde 1958 aufgelassen. Der Förderbeginn war 1860 auf Schacht I. Die gemeinsam mit den Zechen Vereinigte Carolinenglück, Hannover und Rheinelbe errichtete Anschlussbahn zum Bahnhof Gelsenkirchen der Cöln-Mindener Eisenbahn-Gesellschaft (CME) wurde am 12. März 1859 in Betrieb genommen. Gleisanschlüsse zur Rheinischen Eisenbahn-Gesellschaft (RhE) zu den Bahnhöfen Ückendorf (Inbetriebnahme 1867) und Wattenscheid (Inbetriebnahme 28. November 1876) folgten.

### Betrieb
Die Wattenscheider Schächte III, IV, V und VI wurden 1873, 1898, 1907 und 1921 abgeteuft. Sie stammen aus der zweiten großen Gründungsphase des Bergbaus nach dem Deutsch-Französischen Krieg. Hier wurde auch 1882 eine Kokerei mit der ersten Nebenproduktengewinnungsanlage zur Separation von Ammoniak und Teer in Deutschland errichtet. Eine architektonische Besonderheit sind die 1921 errichteten Kauen- und Verwaltungsgebäude. Sie sind das noch älteste erhaltene Werk der bedeutenden Industriearchitekten Fritz Schupp und Martin Kremmer, die auch die Schachtanlage Zollverein 12 in Essen entwarfen. Sie gruppierten die Backsteinbauten als dreiflügelige Anlage um einen Hof und gestalteten die Gebäude in der Tradition des Neoklassizismus.
Bei einer Schlagwetter / Kohlenstaubexplosion im September 1915 waren auf der Anlage III/IV 14 Todesopfer zu beklagen. Am 31. Oktober 1925 ereignete sich auf der Zeche eine Schlagwetterexplosion, die 18 Tote und 5 Verletzte forderte. Dies war das größte Grubenunglück auf dem Wattenscheider Stadtgebiet. Zu diesen Explosionen kamen über 20 weiter erfasste Unglücke hinzu mit über 80 Toten und 80 Verletzten.

### Zeit des Nationalsozialismus
Im Ruhrbergbau gab es im Zweiten Weltkrieg starken Einsatz von Zwangsarbeitern, so auch auf der Zeche Holland. Mitarbeiter des Reichsministerium für die besetzten Ostgebiete besuchten Ende des Jahres 1942 das Ruhrgebiet, um sich über den Einsatz sowjetischer Zivilarbeiter ein Bild zu machen. Über die Verhältnisse auf der Wattenscheider Zeche existiert in dem Bericht eine Passage:
„Zeche Holland in Wattenscheid: Betriebsführer und Lagerführung keinerlei Verständnis, ja sogar Widerstand. Revierstube und Krankenverhältnisse unerfreulich. Baracken und Essraum kalt, unordentlich, schmutzig. Küche an Italiener verpachtet. Das warme Essen wird stehen gelassen. Die gesamten Lagerverhältnisse sind unter aller Kritik. […]“

### Die letzten Jahre
Die Zeche Bonifacius in Essen wurde 1966 mit Holland vereinigt. Die höchste Kohleförderung der Zeche Holland erfolgte im Jahr 1969 (als die meisten Schächte schon aufgegeben waren) mit 1,7 Millionen Tonnen bei einer Belegschaft von knapp 3000 Beschäftigten. 1973 erfolgte eine unterirdische Verbindung (Durchschlag) mit der Zeche Zollverein. Mit dieser wurde die Zeche Holland zu einem Verbundbergwerk zusammengelegt. Am 15. Januar 1974 erfolgte die Stilllegung des Betriebes in Wattenscheid.  Die noch offenen Schächte dienten als Seilfahrts- und Wetterschachtanlage, wobei der Landabsatz, auch nach Beendigung des Betriebes, weiter bedient wurde. Ab Ende 1975 wurden die meisten Tagesanlagen auf Holland III/IV/VI abgebrochen. Am 29. Dezember 1983 wurde dann auf Schacht IV der letzte symbolische Kohlewagen zu Tage gebracht. 1988 wurde die Wasserhaltung stillgelegt und die Schächte IV und VI verfüllt.
Wie auch viele andere Industriebauten im Ruhrgebiet wurden die Anlagen der Zeche Holland von den Fotografen Bernd und Hilla Becher dokumentiert.

## Gegenwart
Die Fördertürme der Zeche Holland I/II in Gelsenkirchen sind Malakowtürme (erbaut 1856–1860) und bis heute erhalten. Bereits 1986 wurden sie in die Denkmalliste eingetragen. Es handelt sich um die einzige in Europa erhaltene Doppelmalakowturmanlage. Heute sind in den Türmen Wohnungen untergebracht.
Das 22 Hektar große Betriebsgelände der Schächte III/IV/VI an der Lyrenstraße/Lohrheidestraße westlich der Wattenscheider Innenstadt wurde von 1991 bis 1993 aufwändig saniert und wird seitdem als kombinierte Wohn-, Gewerbe- und Grünfläche genutzt. Der denkmalgeschützte Komplex der Lohnhalle wurde im Rahmen der IBA-Emscher-Park renoviert und ausgebaut. Die Lohnhalle selbst wird seit 1998 als Veranstaltungszentrum genutzt, auf der angrenzenden Bürofläche wurde ein Technologiezentrum eingerichtet. Das vom Unternehmer Klaus Steilmann initiierte Zentrum wurde zunächst als „Technologiezentrum Eco Textil“ vermarktet. Unter anderem hatte hier die Firma Phenomedia ihren Sitz. Nun firmiert es als TGW (Technologie- und Gründerzentrum Wattenscheid). Es war 2012 mit 32 Unternehmen (162 Beschäftigte) bei einer vermieteten Fläche von 3.835 m² zu 97 % ausgelastet und erwirtschaftete erstmals einen Überschuss.
Seit Mitte 2002 wurden die auch die Gelsenkirchener Anlagen der Zeche Holland Schacht I/II von privat restauriert und umgebaut. Dort entstanden Wohn- und Bürogebäude sowie ein Restaurant und ein Weinhandel, der Mitte Juni 2006 in Betrieb genommen wurde.

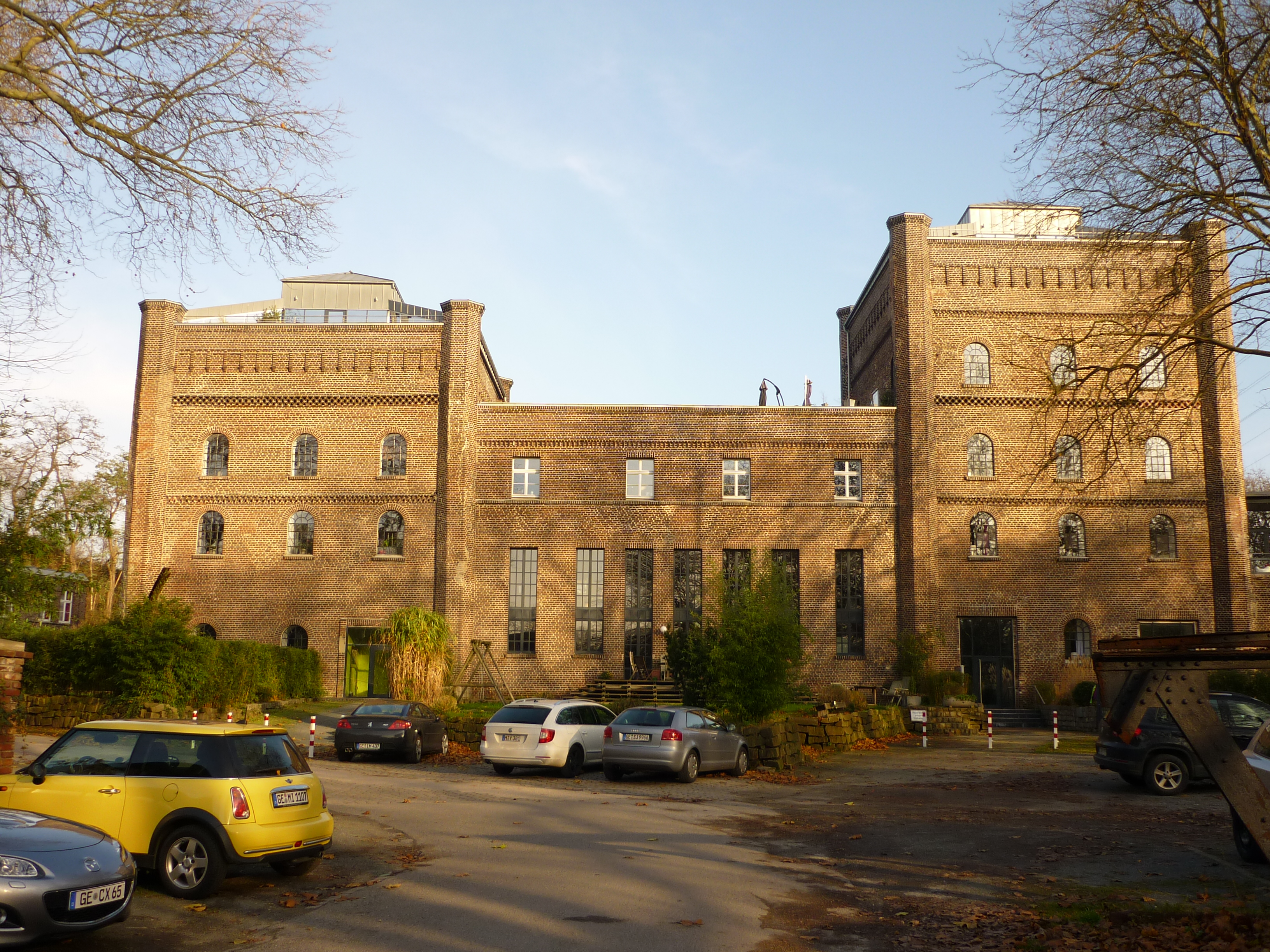
Doppel-Malakow-Turmanlage Holland I/II
Schachtanlage I/II (Ueckendorf) um 1910
Schachtanlage III/IV (Wattenscheid) um 1910
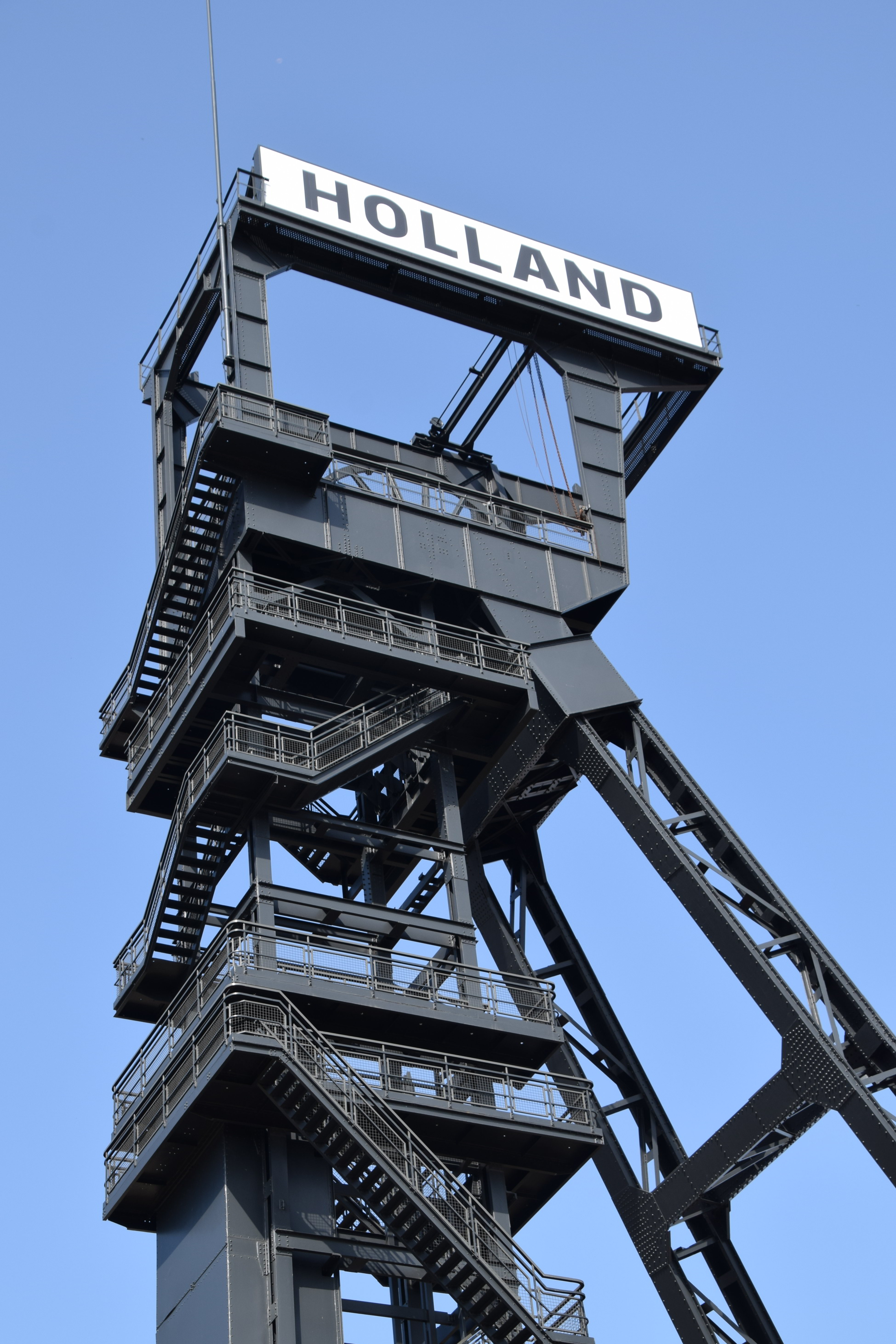
Fördergerüst Zeche Holland Schacht IV im März 2022
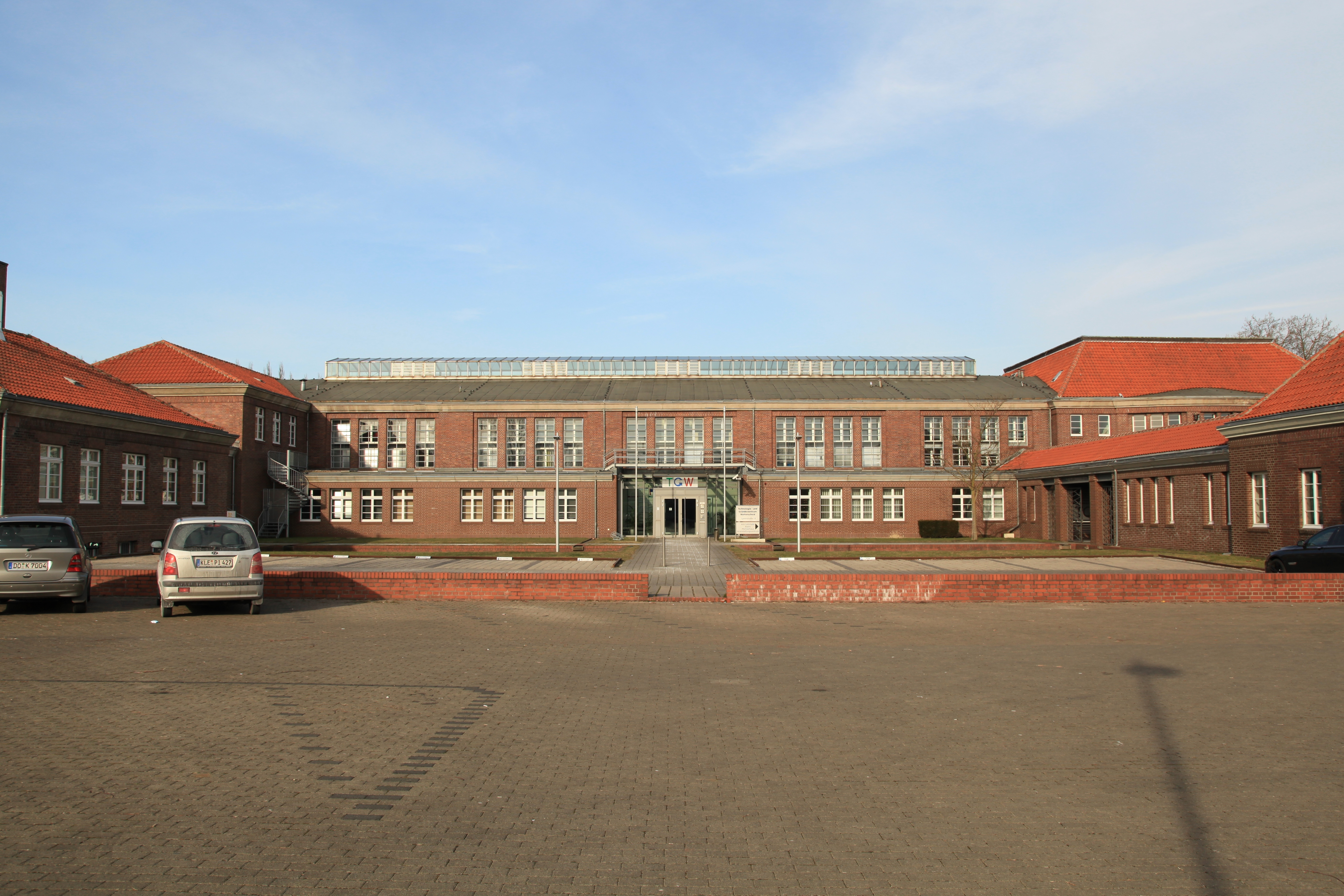
Verwaltungsgebäude von Schupp und Kremmer
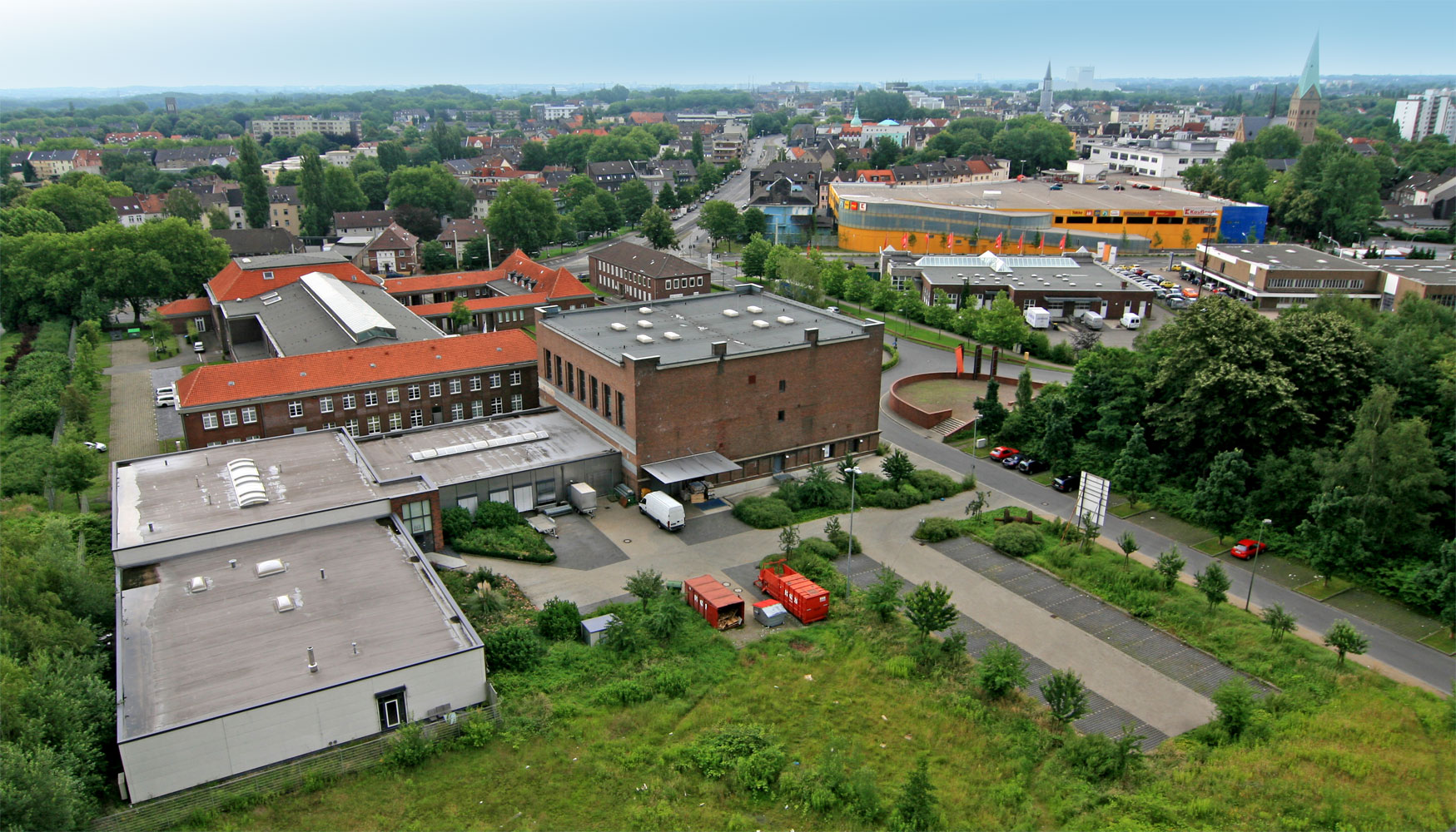
Blick vom Fördergerüst auf das Zechengelände (2007)

## Fördergerüst Schacht IV

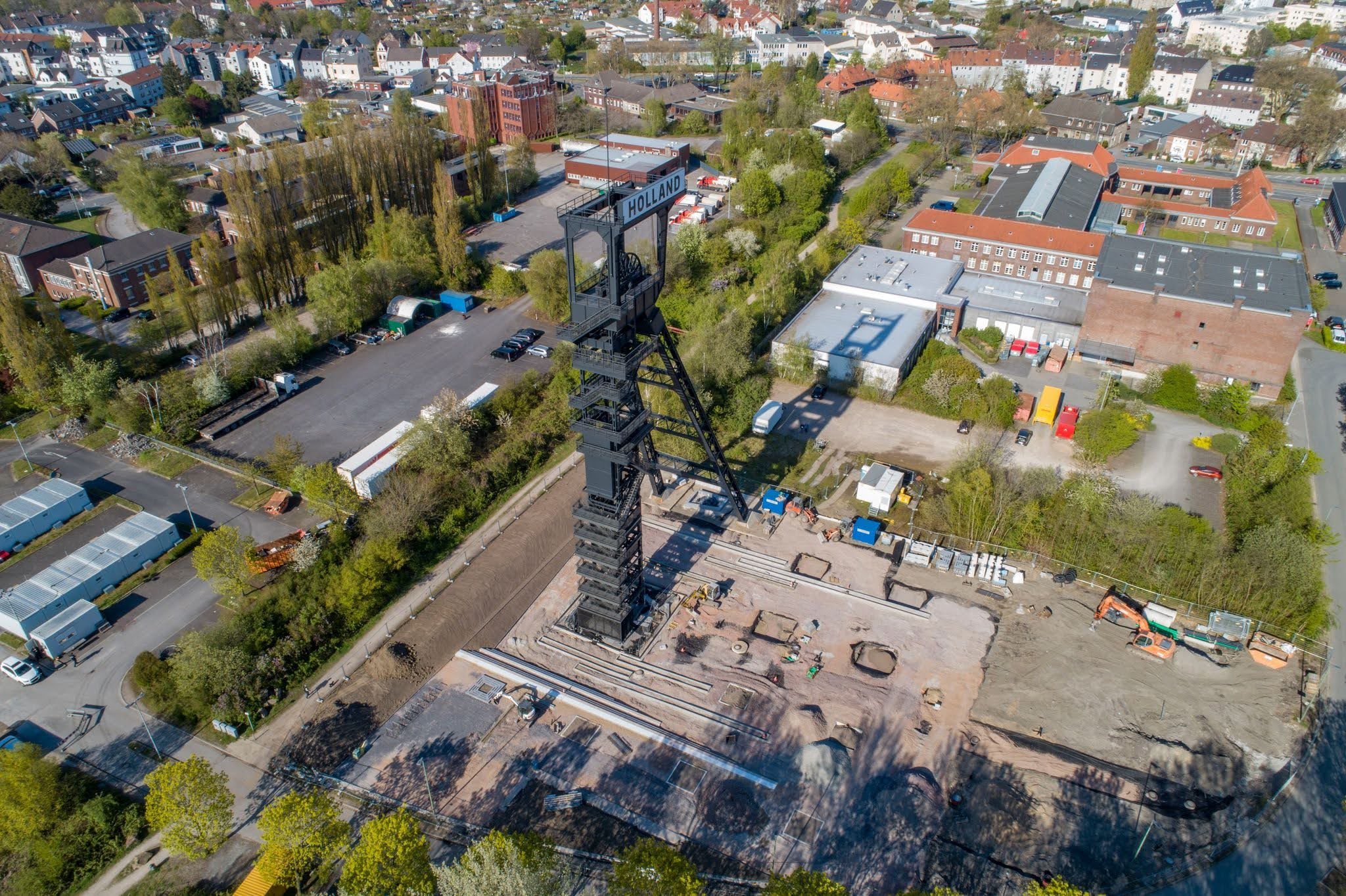
Zeche Holland Mai 2021

Das Fördergerüst über Schacht IV (ein Deutsches Strebgerüst) ist erhalten. Es ist eins von zehn erhaltenen Fördergerüsten in Bochum. Ursprünglich wurde es ebenfalls von Schupp und Kremmer 1927 über Schacht IV der Zeche Zollverein errichtet und ist dann 1932 zu der Zeche Holland versetzt worden. Der Namenszug „Holland“ stammt von dem 1976 abgebrochenen Gerüst über Schacht VI.
Im Jahr 2011 erwarb die Entwicklungsgesellschaft Ruhr (heute: WirtschaftsEntwicklungsGesellschaft Bochum mbH) das Fördergerüst vom Land Nordrhein-Westfalen. Das Gerüst sollte saniert und als Höhepunkt des auf dem ehemaligen Zechenareal entstehenden Gewerbekomplexes mit einer Aussichtsplattform versehen werden. Aufgrund von Bedenken zur Standsicherheit erfolgten Untersuchungen des Gerüsts, die einen höheren Sanierungsaufwand als ursprünglich angenommen ergaben. Die für die Sanierung notwendigen Kosten in Höhe von 2,8 Mio. Euro konnten mit Mitteln der Städtebauförderung sowie Eigenanteilen der WirtschaftsEntwicklungsGesellschaft Bochum sowie der Stadt Bochum gedeckt werden.
Nachdem bereits im Januar 2015 die Schachthalle von Schacht IV rückgebaut wurde, erfolgte die Sanierung des Förderturms. Diese ist seit Mitte 2019 abgeschlossen. Anschließend wurde das Außengelände rund um den Förderturm als Aufenthaltsort und Treffpunkt neugestaltet. Die Arbeiten hierzu waren im Juni 2021 abgeschlossen. Im Oktober 2021 eröffnete der Gastronomiebetrieb „Kumpeltreff“ auf der Fläche an der Zeche Holland.
Die Planungen zur Zeche Holland wurden von einem regen bürgerschaftlichen Engagement begleitet. Aus einer Facebook-Initiative entwickelte sich die Bürgerinitiative „Wir in Wattenscheid - Schacht IV“, welche sich gegenüber dem Eigentümer, der Wirtschaftsentwicklungsgesellschaft Bochum (WEG), sowie der Stadtverwaltung Bochum für den Erhalt und einer Nachnutzung des Fördergerüsts einsetzte.
Seit seiner Eröffnung wird der Platz am Hollandturm zunehmend als Veranstaltungsort genutzt, u. a. für die Wattenscheider Kulturnacht oder dem Street-Art-Projekt Urbanatix. Zudem kam es bereits während sowie nach der Sanierung zu künstlerischen Lichtinstallationen am Fördergerüst.  Bochum Marketing bietet geführte Touren an, in deren Rahmen das sanierte Fördergerüst bestiegen werden kann.